# シェフパティシエ学院
シェフパティシエ学院（シェフパティシエがくいん）は、熊本県熊本市にある私立の専修学校。運営は学校法人常盤学園。

## 設置学科
かつては専門課程をおいていたが、現在は高等課程の2学科のみである。
- 調理師養成科（昼間 1年制）
- パティシエ科（昼間 1年制）

## 沿革
- 1928年3月 - 熊本市迎町に常盤裁縫女塾として創立[1]
- 1931年3月 - 常盤高等技芸女学校と改称[1]
- 1936年5月 - 常盤家政女学校として設置認可[1][2]
- 1948年2月 - 常盤家政専門学校と改称[1]
- 1971年12月 - 調理師養成科新設（厚生大臣指定調理師養成施設）[1]
- 1985年4月 - 向陽台高等学校常盤学園キャンパスとして向陽台高等学校の技能連携校となる。
- 2002年4月 - 介護福祉科（専門課程・介護福祉士養成課程）新設[1]
- 2005年4月 - 技能連携校としての生徒募集停止。
- 2007年4月 - パティシエ科新設[3]
- 2010年4月 - 服飾系学科を廃止し専修学校常盤学院 に改称[4]
- 2019年4月 - シェフパティシエ学院に改称[5]